# Mononeuropatia
La mononeuropatia è una neuropatia periferica  che interessa un solo nervo.
Il danno al singolo nervo derivato da una lesione o da un processo degenerativo o flogistico comporta una localizzata compromissione della capacità sensoriale, motoria o funzionale.
Tra le più comuni mononeuropatie:
- area cranio-facciale: neuropatia del trigemino
- arti superiori: neuropatia del nervo mediano (responsabile della sindrome del tunnel carpale)
- arti inferiori: mononeuropatia del nervo cutaneo laterale della coscia (responsabile della meralgia parestetica).

È una mononeuropatia la mononeurite (o mononevrite); dal suffisso -ite, essa dovrebbe riferirsi ai soli processi infiammatori anche se frequentemente mononeuropatia e mononeurite sono considerati sinonimi.

## Eziologia
La causa più comune della mononeuropatia è la compressione fisica del nervo, ed è nota come neuropatia da compressione o neuropatia da intrappolamento; può verificarsi in qualsiasi parte del corpo.
Meno frequenti sono le mononeuropatie con una associazione causale a:
- disturbi o malattie sistemiche che comportano reazioni infiammatorie o immuno-mediate,
- Incidenti
- esposizione prolungata al freddo
- radioterapia antitumorale
- sforzi muscolari ripetuti, come quelli dovute all’afferrare saldamente piccoli strumenti o alla vibrazione di un martello pneumatico
- ematoma
- cancro, che può invadere direttamente un nervo

### Mononeuropatie da compressione
A seconda della localizzazione (nervo interessato) abbiamo:
- Sindrome del tunnel carpale
- Sindrome del tunnel carpale
- Sindrome del tunnel cubitale
- Sindrome di compressione del nervo pudendo
- Sindrome del tunnel radiale
- Sindrome del tunnel tarsale
- Sindrome dello stretto toracico
- Meralgia parestesica
- Radicolopatia

## Clinica
Normalmente la diagnosi è clinica ma può essere necessaria una conferma con gli esami elettrofisiologici.
Se il trattamento conservativo non è efficace, è necessario eseguire un intervento chirurgico.

## Arto addormentato
Una passeggera sensazione di “arto addormentato” dipende semplicemente dall'aver mantenuto a lungo delle posture scorrette, come quando si assume una certa posizione durante il sonno o si rimane seduti con le gambe accavallate: un arto addormentato può essere considerato come una neuropatia temporanea; l'arto si “addormenta” per la pressione esercitata sul nervo che lo controlla.
La pressione interferisce con l’apporto di sangue al nervo, il quale trasmette segnali sensoriali anomali (punture di spilli, formicolio), un fenomeno chiamato parestesia. Riducendo o eliminando la pressione sul nervo e ripristinando l’afflusso di sangue, ad esempio muovendo l'arto, la sensazione scompare.

## Mononeuropatia multipla
Quando la mononeuropatia coinvolge due o più nervi non contigui si ha una mononeuropatia multipla o mononeurite multipla.
Il modello è asimmetrico, sebbene con il progredire del processo il deficit diventi più confluente e simmetrico, rendendo più difficile differenziarlo dalla polineuropatia.
La mononeurite multipla è in realtà un gruppo eterogeneo di disturbi dei nervi periferici, quindi non una vera entità di malattia distinta.
Le cause sono multifattoriali e possono essere collegate a una varietà di disturbi metabolici, infettivi, reumatologici, ematologici e maligni, come diabete mellito, vasculite, amiloidosi, leucemia, linfoma, poliarterite nodosa, artrite reumatoide, lupus eritematoso sistemico, sindromi paraneoplastiche.